# Hexatoma domingensis
Hexatoma domingensis är en tvåvingeart som först beskrevs av Alexander 1916.  Hexatoma domingensis ingår i släktet Hexatoma och familjen småharkrankar. Inga underarter finns listade i Catalogue of Life.